# Quel freddo giorno nel parco
Quel freddo giorno nel parco è un film del 1969 diretto da Robert Altman, tratto da un romanzo di Richard Miles.
Fu presentato fuori concorso al 22º Festival di Cannes.

## Trama
In un giorno di pioggia Frances Austen, nubile, scorge nel parco vicino alla sua casa un giovane, fradicio d'acqua, seduto su una panchina. Lo fa entrare, lo ristora, gli offre un letto per la notte. Il giovane accetta. Tanto più che l'appartamento in cui vive è, in quel momento, occupato dalla sorella e dal suo amante. Il mattino dopo, quando gli porta la colazione a letto, Frances s'accorge che il ragazzo se ne è andato. Fuggito dalla finestra. Continuando la sorella e il suo amico ad occupargli la casa, però, il giovane decide che, dopo tutto, gli conviene tornare nell'accogliente appartamento di Frances. Si ripresenta, ma, nel frattempo, la sua ospite ha deciso di offrirgli oltre la casa anche se stessa: seguendo un suo strano modo di ottenere lo scopo, gli sbarra, perché non scappi un'altra volta, porte e finestre; ma il ragazzo reagisce, dicendo di preferire a lei una prostituta. Frances lo accontenta, gliene procura una, poi l'accoltella.